# Louis Vuitton (1821-1892)
Ne pas confondre avec « Louis Vuitton Malletier », l’entreprise qu’a créée le malletier Louis Vuitton, personne dont traite le présent article
Pour les articles homonymes, voir Louis Vuitton (homonymie).
Louis Vuitton (prononcé [lwi vɥitɔ̃] en français) est un malletier et maroquinier français, né le 4 août 1821 à Lavans-sur-Valouse (Jura) et mort le 27 février 1892 à Asnières-sur-Seine (Hauts-de-Seine).
Il est le fondateur de la marque Louis Vuitton, détenue depuis 1987 par le groupe de luxe LVMH. Auparavant, il est l'emballeur favori de l'impératrice Eugénie de Montijo, épouse de Napoléon III.

## Vie et carrière

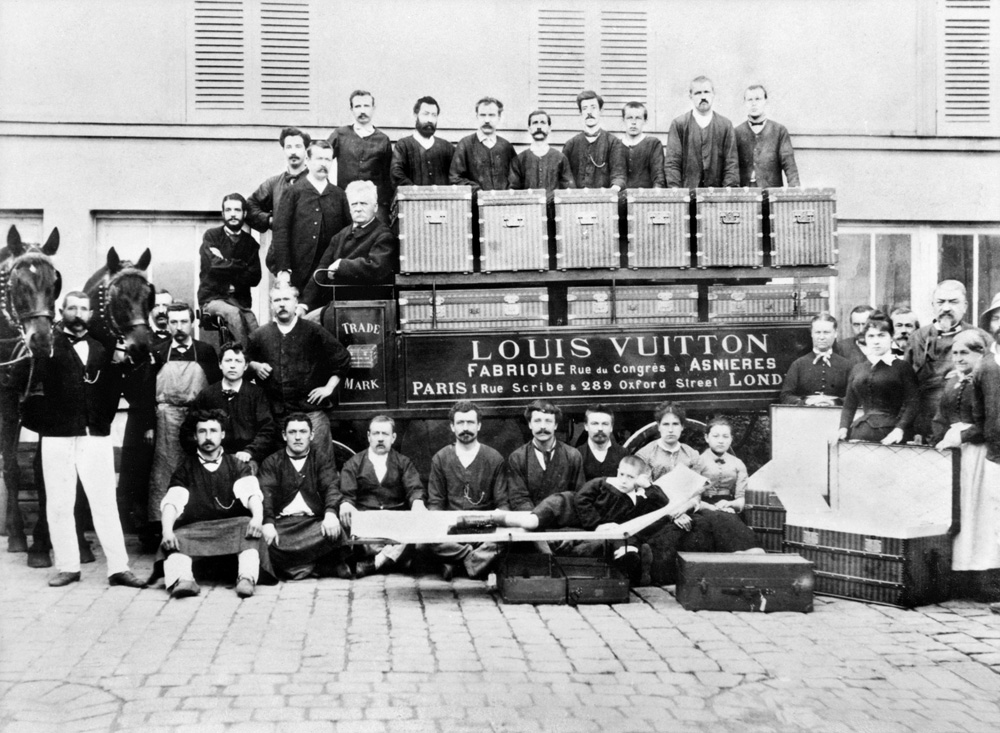
Dans la cour des ateliers d'Asnières, vers 1888, Louis, Georges et Gaston L. Vuitton (assis sur une malle de lit).

Louis Vuitton naît dans une famille d'artisans meuniers et menuisiers, de charpentiers et d'agriculteurs. Au printemps 1835, à l'âge de 13 ans, Louis quitte le domicile d'Anchay pour aller tenter sa chance à la capitale. Sur son chemin long de quatre cents kilomètres, qu'il parcourt à pied, il exerce plusieurs petits métiers. En 1837, au milieu de la révolution industrielle, il entre comme apprenti chez un « layetier-emballeur-malletier », monsieur Maréchal, et y réalise des coffres de voyage. En quelques années, parmi la haute société parisienne, Vuitton acquiert la réputation d'être l'un des meilleurs artisans de la ville.
Après le rétablissement de l'Empire français en 1852, Vuitton est nommé fabricant de malles et emballeur pour l'épouse de Napoléon III, Eugénie de Montijo, impératrice des Français, qui a le goût des voyages et des cures notamment pyrénéennes, à l'époque du développement du chemin de fer. Cela lui permet de renforcer sa notoriété auprès des clients les plus fortunés, qui lui fournissent du travail pour le reste de sa carrière.
En avril 1854, alors âgé de 32 ans, Louis Vuitton épouse Clémence-Émilie Parriaux, tout juste âgée de 17 ans. Peu de temps après, il quitte les ateliers de monsieur Maréchal, où il avait travaillé dix-sept ans en fabriquant des malles de prestige, et ouvre son propre atelier de layetier-emballeur où il fonde la marque « Louis Vuitton » rue neuve des Capucines, à Paris. En 1858, Vuitton révolutionne les malles aux couvercles bombés en créant la malle plate « Louis Vuitton », qui est plus pratique et plus facilement empilable que les malles classiques aux couvercles bombés. En 1859, l'atelier s'agrandit et déménage à Asnières-sur-Seine, au bord de la Seine où il peut tirer avantage du transport fluvial.
Pour contrecarrer les premières contrefaçons, Louis décide d'adopter un nouvel imprimé, un damier beige et brun avec l'inscription « Marque Louis Vuitton déposée ».
Vuitton conçoit également la première serrure anti-crochetage au monde. Tous les modèles de verrouillage sont conservés dans les salles de travail de Vuitton et enregistrés au nom du propriétaire, pour le cas où une autre clef serait nécessaire.
En 1871, à la suite des ravages de la guerre franco-allemande et des effets de la Commune de Paris, l'atelier de Vuitton à Asnières et la boutique à Paris sont en ruines ; simultanément la demande de voyages, donc de malles, diminue fortement. Beaucoup de ses outils ont été volés et son personnel a disparu ou s'est dispersé. Vuitton se reconstruit immédiatement, érigeant une nouvelle boutique au no 1 de la rue Scribe, à côté d'un prestigieux Jockey Club au cœur de Paris. En 1872, il introduit une nouvelle ligne, comportant des dessins monogrammés beiges avec une bande rouge qui va rester une signature de sa marque bien après sa mort en 1892.
Il est inhumé au cimetière ancien d'Asnières-sur-Seine, dans les Hauts-de-Seine.